# Ghiță Hălmăgean
Ghiță Hălmăgean (n. 1897, Arad – d. 1945, București) a fost un deputat în Marea Adunare Națională de la Alba Iulia, organismul legislativ reprezentativ al „tuturor românilor din Transilvania, Banat și Țara Ungurească”, cel care a adoptat hotărârea privind Unirea Transilvaniei cu România, la 1 decembrie 1918.:p. 77

## Biografie
Ghiță Hălmăgean s-a născut în județul Arad și a beneficiat de o educație elementară, neajungând să își aprofundeze studiile. Venitul îi era asigurat de munca pe care o făcea la tipografia din Arad. A decedat la data de 8 noiembrie 1945, în București.:p. 16

## Activitatea politică

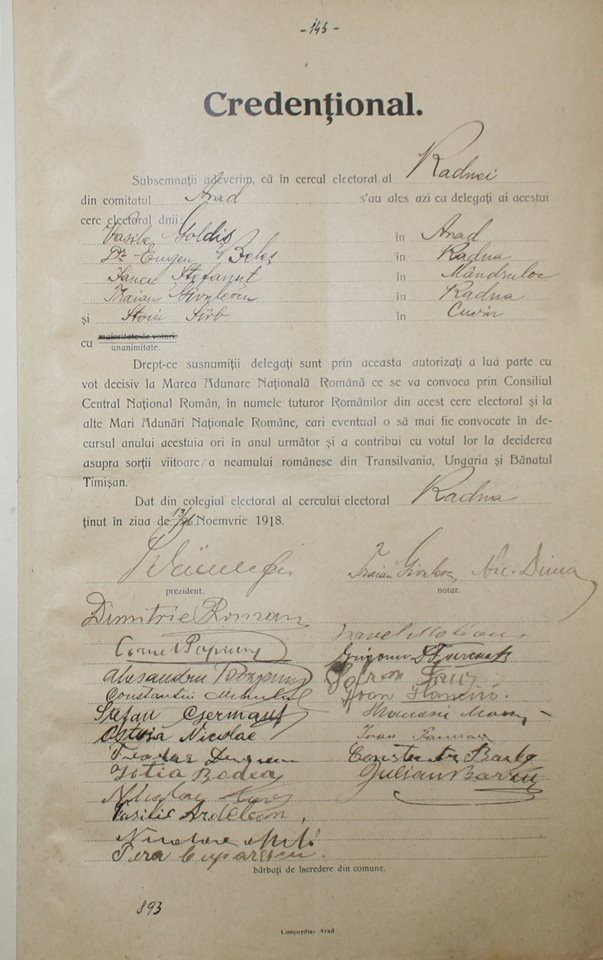
Credențional

Ca deputat în Adunarea Națională din 1 decembrie 1918 a reprezentat, ca delegat de drept, Secția română a P.S.D. din Arad.:p. 77:p. 16